# Liste der Baudenkmale in Eldena
In der Liste der Baudenkmale in Eldena sind alle Baudenkmale der Gemeinde Eldena (Landkreis Ludwigslust-Parchim) und ihrer Ortsteile aufgelistet (Stand: Januar 2021).

## Legende
In den Spalten befinden sich folgende Informationen:
- ID-Nr: Die Nummer wird von den Denkmalämtern der Landkreise vergeben. Wenn sie nicht bekannt ist, bleibt die Spalte leer. In dieser Spalte kann sich zusätzlich das Wort Wikidata befinden, der entsprechende Link führt zu Angaben zu diesem Denkmal bei Wikidata.
- Lage: die Adresse des Denkmales und die geographischen Koordinaten.
Link zu einem Kartenansichtstool, um Koordinaten zu setzen. In der Kartenansicht sind Denkmale ohne Koordinaten mit einem roten bzw. orangen Marker dargestellt und können in der Karte gesetzt werden. Denkmale ohne Bild sind mit einem blauen bzw. roten Marker gekennzeichnet, Denkmale mit Bild mit einem grünen bzw. orangen Marker.
- Bezeichnung: Bezeichnung, so wie sie in den offiziellen Listen der Denkmalämter steht. Ein Link hinter der Bezeichnung führt zum Wikipedia-Artikel über das Denkmal. Wenn die Bezeichnung der Denkmalämter inhaltlich fehlerhaft ist, ist in der Spalte „Beschreibung“ darauf hinzuweisen.
- Beschreibung: Beschreibung des Denkmales
- Bild: ein Bild des Denkmales und gegebenenfalls einen Link zu weiteren Fotos des Denkmals im Medienarchiv Wikimedia Commons

## Eldena
| ID | Lage                       | Bezeichnung                                          | Beschreibung | Bild                                         |
| -- | -------------------------- | ---------------------------------------------------- | --- | -------------------------------------------- |
|    | Altonaer Str. 2a (Karte)   | Reste der ehem. Klosteranlage, Gewölbekeller         | Das Kloster Eldena wurde nach der Reformation säkularisiert. Nach zwei Bränden im 18. und 19. Jahrhundert sind von den baulichen Anlagen kaum Spuren übrig geblieben. Neben einigen Details an der nach dem Brand wieder aufgebauten Kirche ist ein Gewölbekeller erhalten geblieben, auf dem später ein Wohnhaus errichtet wurde. Das Haus diente zeitweise nach 1950 als Internat der Eldenaer Schule. | Reste der ehem. Klosteranlage, Gewölbekeller |
|    | Altonaer Str. 6 (Karte)    | ehem. Schule                                         | | ehem. Schule                                 |
|    | Altonaer Str. 7 (Karte)    | Pfarrhof mit Pfarrhaus, Scheune und Stall            | | Pfarrhof mit Pfarrhaus, Scheune und Stall    |
|    | Altonaer Str. 11 (Karte)   | Bauernhaus                                           | | Bauernhaus                                   |
|    | Altonaer Str.              | Kopfsteinpflasterung                                 | | Kopfsteinpflasterung                         |
|    | Altonaer Straße (Karte)    | Kirche                                               | Die ehemalige Kirche war Teil des zwischen 1229/1235 gegründeten Zisterzienserklosters Eldena. Nachdem der Vorgängerbau 1835 abbrannte, wurde ein Neubau mit gotischen Formen errichtet. Im Inneren befindet sich eine barocke Altarwand aus dem Jahre 1747. | Weitere Bilder                               |
|    | Altonaer Str. (Karte)      | Kirchhof, Grabmal v. Hahn und Soldatengrab H. Heiden | |                                              |
|    | Bahnhofstraße 39 (Karte)   | Bahnhof mit gepflastertem Vorplatz                   | | Weitere Bilder                               |
|    | Dömitzer Straße 38 (Karte) | Wohnhaus und Scheune                                 | | Wohnhaus und Scheune                         |
|    | Eldeweg 3 (Karte)          | Hallenhaus                                           | | Hallenhaus                                   |
|    | Friedhofsweg (Karte)       | Leichenhalle                                         | |                                              |
|    | Karl-Marx-Platz (Karte)    | Gefallenendenkmal 1914/1918                          | | Gefallenendenkmal 1914/1918                  |
|    | Marktplatz 5 (Karte)       | Wohnhaus                                             | | Wohnhaus                                     |
|    | Straße der Jugend          | Eldebrücke, Jahresstein                              | |                                              |
|    | Straße der Jugend          | Kopfsteinpflasterung                                 | |                                              |

## Güritz
| ID | Lage                             | Bezeichnung                                                     | Beschreibung | Bild                                                            |
| -- | -------------------------------- | --------------------------------------------------------------- | ------------ | --------------------------------------------------------------- |
|    | B 191                            | Meilenstein                                                     |              |                                                                 |
|    | Müritz-Elde-Wasserstraße (Karte) | Schleuse Güritz mit Klappbrücke, Schleusentoren und Gedenkstein |              | Schleuse Güritz mit Klappbrücke, Schleusentoren und Gedenkstein |
|    | Waldstr. 11 (Karte)              | Bauerngehöft mit Wohnhaus und Stallscheune                      |              |                                                                 |
|    | Waldstr. 12 (Karte)              | Wohnhaus                                                        |              |                                                                 |
|    | Waldstr. 18 (Karte)              | Wohnhaus und Stall                                              |              | Wohnhaus und Stall                                              |

## Stuck
| ID | Lage                | Bezeichnung                 | Beschreibung | Bild |
| -- | ------------------- | --------------------------- | ------------ | ---- |
|    | Bauerneck 1 (Karte) | Hallenhaus                  |              |      |
|    | Bauerneck           | Gefallenendenkmal 1914/1918 |              |      |